# オンダラビ・スリ
オンダラビ・スリ(Hondarrabi Zuri, Ondarrabi Zuri)は、ヨーロッパブドウの白ブドウ品種。スペイン・バスクの土着種である。オンダリビ・スリ(Hondarribi Zuri)とも。

## 特徴

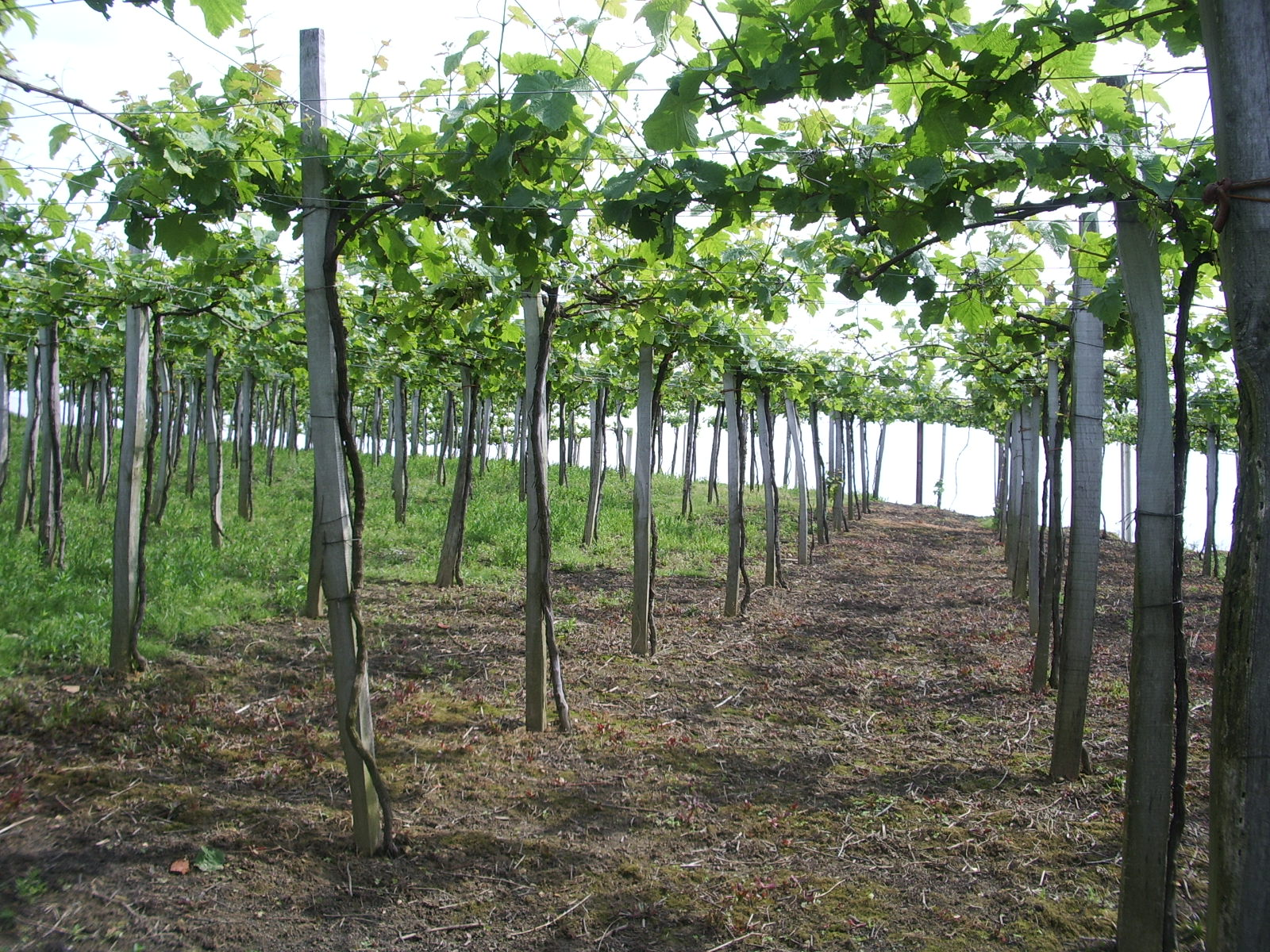
蔓棚が使用されるギプスコア県のブドウ畑

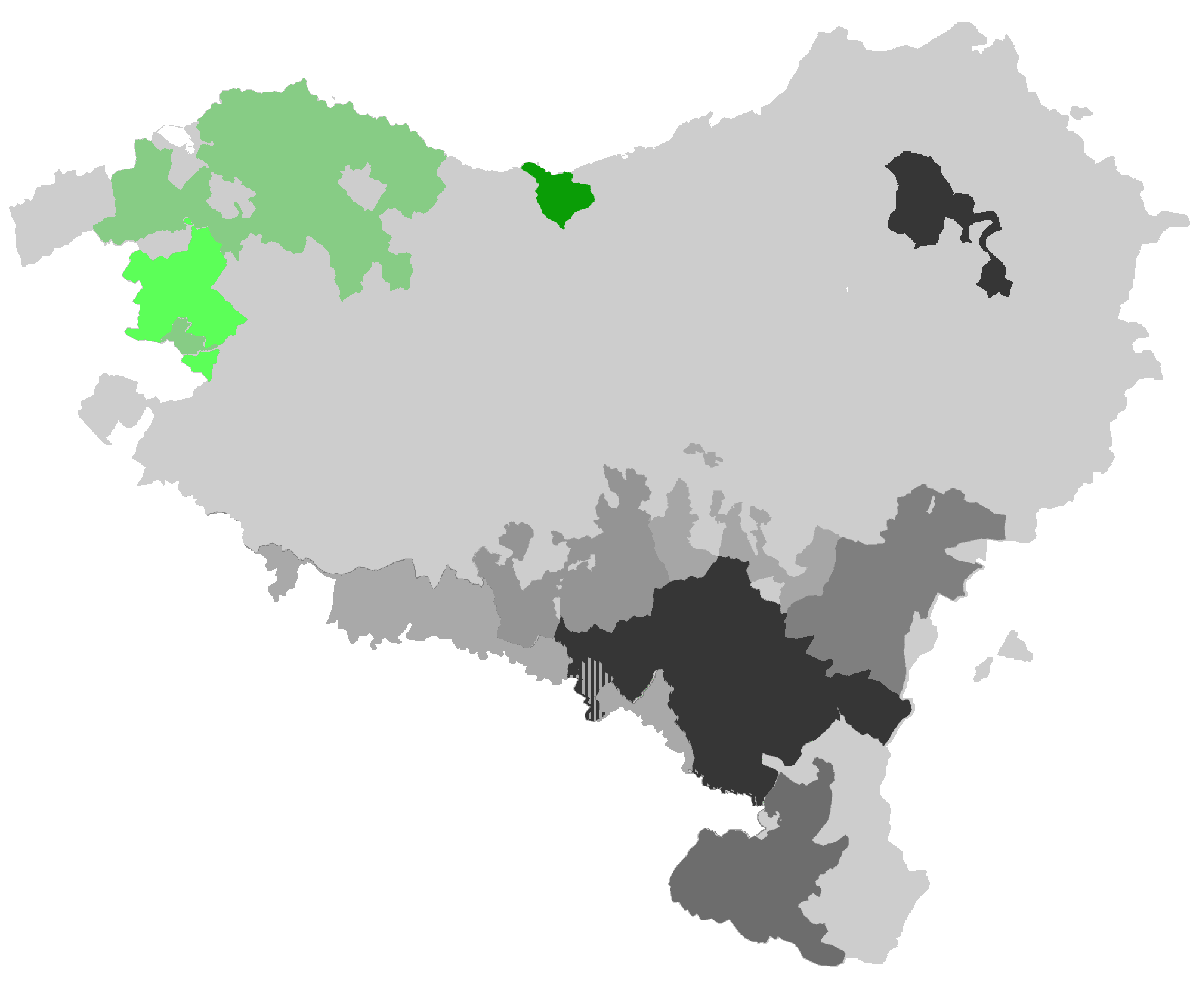
バスク地方におけるチャコリ生産の3地域
チャコリ・デ・アラバ
ビスカイコ・チャコリナ
ゲタリアコ・チャコリナ

房は小さく詰まっている。実の粒は小さく、金色である。オンダラビ・スリ種から生産されるワインの色合いは淡い黄色であり、柑橘類・熟した果実・ハーブ・花の香りを持つ。その大部分は、バスク地方で生産される微発泡性の白ワイン、チャコリに使用される。スペイン北部のビスケー湾岸はエスパーニャ・ベルデ（緑のスペイン）と呼ばれ、スペインでもっとも降水量の多い地域である。このためバスク地方やガリシア地方では、湿気の多さによる病害を避けるために、直接地面に這わせることが多いスペインの大部分の地域とは異なり、ブドウ栽培に蔓棚が使用される。オンダラビ・スリ種と関連する黒ブドウ品種にオンダラビ・ベルツァ(Hondarrabi Beltza)種がある。

## 産地
オンダラビ・スリ種はスペインの原産地呼称制度であるデノミナシオン・デ・オリヘン(DO)において、D.O.チャコリ・デ・アラバ、D.O.ゲタリアコ・チャコリナ、D.O.ビスカイコ・チャコリナの3地域で認可されている。黒ブドウ品種のオンダラビ・ベルツァ種は、バスク州、カンタブリア州、カスティーリャ・イ・レオン州、ラ・リオハ州で推奨されている。

## 名称
オンダラビ・スリ種の名称は地域によって微妙に異なる。Hondarrabi ZuriまたはOndarrabi Zuri（読みはいずれもオンダラビ・スリ）またはHondarribi Zuri（オンダリビ・スリ）と表記され、3つのDO認定地域それぞれで綴りが異なっている。
- D.O.チャコリ・デ・アラバ : Hondarribi Zuri（オンダリビ・スリ）
- D.O.ゲタリアコ・チャコリナ : Hondarrabi Zuri（オンダラビ・スリ）
- D.O.ビスカイコ・チャコリナ : Ondarrabi Zuri（オンダラビ・スリ）